# Suctobelbella frondosa
Suctobelbella frondosa är en kvalsterart som beskrevs av Aoki och Noriaki Fukuyama 1976. Suctobelbella frondosa ingår i släktet Suctobelbella och familjen Suctobelbidae. Inga underarter finns listade i Catalogue of Life.